# Вибор (Ленінградська область)
Вибор (рос. Выбор) — присілок у Лузькому районі Ленінградської області Російської Федерації.
Населення становить 13 осіб. Належить до муніципального утворення Заклинське сільське поселення.

## Історія
Згідно із законом від 28 вересня 2004 року № 65-оз належить до муніципального утворення Заклинське сільське поселення.

## Населення
| 1838 | 1862 | 1928 | 1997 | 2007 | 2010 |
| ---- | ---- | ---- | ---- | ---- | ---- |
| 140  | ↘136 | ↘101 | ↘26  | ↘16  | ↘13  |